# بلدرچین استفانو
بلدرچین استفانو (انگلیسی: Stefano Caille؛ زادهٔ ۱۸ مهٔ ۲۰۰۰) بازیکن فوتبال اهل فرانسه است.
وی همچنین در تیم ملی فوتبال France U16 بازی کرده‌است.